# إد باترسون
إد باترسون هو لاعب هوكي الجليد كندي، ولد في 14 نوفمبر 1972 في ديلتا في كندا.

## وصلات خارجية
- إد باترسون على موقع دوري الهوكي الوطني (الإنجليزية)
- إد باترسون على موقع قاعة مشاهير الهوكي (لاعب أن.إتش.أل) (الإنجليزية)
- إد باترسون على موقع EliteProspects.com (الإنجليزية)
- إد باترسون على موقع HockeyDB.com (الإنجليزية)
- إد باترسون على موقع Hockey-Reference.com (الإنجليزية)